# ویرجین مانی
ویرجین مانی (انگلیسی: Virgin Money) شرکت خدمات مالی بریتانیایی است، که در سال ۱۹۹۵ توسط ریچارد برانسون تأسیس شد.